# Finley Burns
Finley Jack Burns (Southwark, Londres, Inglaterra, 17 de junio de 2003) es un futbolista británico que juega en la demarcación de defensa para el Reading F. C. de la League One de Inglaterra.

## Trayectoria
Tras formarse en las categorías inferiores del Southend United F. C., finalmente se marchó al Manchester City. El 21 de septiembre de 2021 debutó con el primer equipo en un partido de la Copa de la Liga contra el Wycombe Wanderers F. C. que finalizó con un resultado de 6-1 tras el gol de Brandon Hanlan para el Wycombe, y de Cole Palmer, Kevin De Bruyne, Phil Foden, Ferran Torres y un doblete de Riyad Mahrez para el Manchester City. Ese fue el único partido que jugó antes de ser cedido el 30 de enero de 2022 al Swansea City A. F. C. hasta el final de la temporada. La siguiente volvió al equipo sub-21 de la entidad mancuniana y en agosto de 2023 fue prestado al Stevenage F. C. para que compitiera en la League One. Disputó 43 partidos y acumuló más cesiones las siguientes campañas en el Hull City A. F. C. y el Reading F. C.

## Clubes
Actualizado al último partido disputado el 24 de enero de 2025.
| Club                           | País       | Año       | Partidos | Goles |
| ------------------------------ | ---------- | --------- | -------- | ----- |
| Manchester City F. C.          | Inglaterra | 2021-2022 | 1        | 0     |
| Swansea City A. F. C. (cedido) | Gales      | 2022      | 3        | 0     |
| Stevenage F. C. (cedido)       | Inglaterra | 2023-2024 | 43       | 0     |
| Hull City A. F. C. (cedido)    | Inglaterra | 2024-2025 | 11       | 0     |
| Reading F. C. (cedido)         | Inglaterra | 2025-     |          |       |